# 小行星18973
小行星18973（18973 Crouch）是一颗绕太阳运转的小行星，为主小行星带小行星。该小行星于2000年8月29日发现。

## 轨道参数
小行星18973的轨道半长轴为2.7389336 UA，离心率为0.044。